# Arnes (ort)
Arnes är en ort i Spanien.   Den ligger i provinsen Província de Tarragona och regionen Katalonien, i den östra delen av landet, 300 km öster om huvudstaden Madrid. Arnes ligger 509 meter över havet och antalet invånare är 519.
Terrängen runt Arnes är platt åt nordväst, men åt sydost är den kuperad. Runt Arnes är det mycket glesbefolkat, med 6 invånare per kvadratkilometer. Närmaste större samhälle är Valderrobres, 9,9 km väster om Arnes. 